# Commissie
Een commissie is een aangewezen groep mensen met een bepaalde, al dan niet van hogerhand opgelegde taak die zij gezamenlijk uit proberen te voeren.

## Algemene kenmerken
Een commissie functioneert doorgaans binnen een grotere organisatie (zoals een onderneming of overheid) en wordt door die organisatie ingesteld om een bepaalde taak te verrichten ten behoeve van die organisatie, of te werken aan een deelgebied van het doel van die organisatie. Een sportvereniging kan bijvoorbeeld wedstrijdcommissies oprichten om wedstrijden te organiseren.
Een commissie wordt vaak voor een bepaalde tijd geïnstalleerd. Na vervulling van het doel of na een bepaalde periode worden de commissieleden gedechargeerd uit de commissie. Wanneer het doel dat de commissie nastreeft meer concreet en resultaatgericht is, spreekt men wel van een werkgroep.
Iemand die deel uitmaakt van een commissie wordt commissielid genoemd of, zoals bij de Europese Commissie, commissaris. Commissieleden hebben vaak specifiekere functies binnen de commissie. Dit kunnen algemene functies zijn, zoals voorzitter, secretaris of penningmeester, of meer specifieke functies zoals redacteur.

## Gebruik van commissies

### Verenigingen
Binnen verenigingen zijn vaak commissies aangesteld, bijvoorbeeld binnen studentenverenigingen. Bij de laatste worden de commissienamen ook wel afgekort door de namen te laten eindigen op cie, bijvoorbeeld kascie, redakcie, almanakcie of internetcie. Binnen verenigingen valt de verantwoordelijkheid van een commissie doorgaans onder twee organen: de ALV en  het bestuur. Men spreekt dan ook van respectievelijk ALV-commissies en bestuurscommissies.

### Parlementscommissies
In een parlementscommissie zetelen de parlementsleden met een speciale belangstelling voor bepaalde onderwerpen. De commissies stemmen vaak overeen met de ministeries.  De leden worden proportioneel samengesteld volgens de machtsverhoudingen in het volledige parlement (de plenaire vergadering). Wetsvoorstellen passeren normaliter eerst langs de bevoegde commissie. De voorzitter van een commissie heeft hierbij een belangrijke rol.
In een bicameraal systeem hebben beide kamers doorgaans commissies, die min of meer volgens dezelfde beleidsthema's zijn verdeeld en die elk het wetgevend werk op hun beurt doen.
Een bijzondere vorm is de parlementaire onderzoekscommissie, die in sommige landen de bevoegdheid heeft van een onderzoeksrechter, en getuigenissen kan horen. In België kunnen alle parlementen onderzoekscommissies inrichten.
Een (gewone) commissie is in principe mogelijk in elke verkozen raad: ook een gemeenteraad kan doorgaans (gemeente)raadscommissies oprichten of een provincieraad kan (provincie)raadscommissies instellen.

### Overige instellingen
Ook binnen andere instellingen kunnen commissies geformeerd worden. Zo worden opleidingen van bijvoorbeeld universiteiten van sommige landen in de wereld verplicht een onderwijscommissie of OC te hebben, bestaande uit zowel studenten als docenten, die zorg draagt voor de kwaliteit van het onderwijs. Een onderwijscommissie heeft enkel een adviserende rol aan het opleidingsbestuur. De belangrijkste taken zijn het evalueren van vakken en een advies uitbrengen over het onderwijs- en examenreglement van de opleiding. De Examencommissie van de opleiding kan deze vervolgens vaststellen.

## Andere betekenissen
Een commissie is ook het loon van iemand die voor rekening van een ander een (professionele) opdracht uitvoert, of een vergoeding voor het aanbrengen van een klant.
De commissie-overeenkomst is dan weer een overeenkomst waarbij een persoon (de commissionair) in eigen naam maar voor rekening van zijn opdrachtgever contracten zal sluiten met een derde. Meestal heeft de derde daarbij geen kennis van de identiteit van de opdrachtgever.

## Verwante begrippen
De functies van een comité zijn min of meer vergelijkbaar met die van een commissie, maar bevinden zich eerder in de vrijwillige sfeer.